# Microprius rufulus
Microprius rufulus là một loài bọ cánh cứng trong họ Zopheridae. Loài này được Motschulsky miêu tả khoa học năm 1863.